# Lamprodiplosis dubius
Lamprodiplosis dubius är en tvåvingeart som först beskrevs av Jean-Jacques Kieffer 1913.  Lamprodiplosis dubius ingår i släktet Lamprodiplosis och familjen gallmyggor.
Artens utbredningsområde är Tanzania. Inga underarter finns listade i Catalogue of Life.